# José Luis Espert

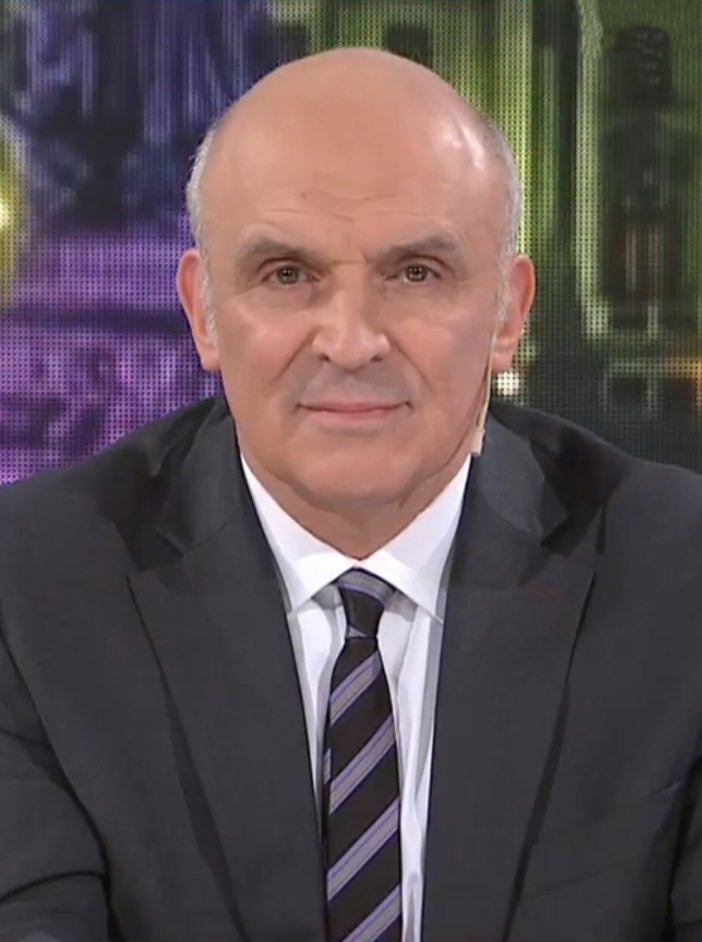
José Luis Espert

José Luis Espert (* 21. November 1961 in Pergamino, Provinz Buenos Aires) ist ein argentinischer Ökonom und Politiker.

## Ausbildung und Karriere
Espert studierte Wirtschaftswissenschaften an der Universität von Buenos Aires (UBA). Er machte einen Master in Wirtschaftswissenschaften an der Universität CEMA (UCEMA) und einen Master in Statistik an der Nationalen Universität Tucumán.
Er begann seine Tätigkeit bei der Firma Miguel Ángel Broda, wo er als Analyst für Geldpolitik tätig war und später Chefökonom der gleichen Einrichtung wurde. Er arbeitete auch als Ökonometrist bei Estudio Arriazu und war Partner bei Econométrica S.A. Im Jahr 2000 gründete er seine eigene Firma, Estudio Espert, die makroökonomische Beratung und Vermögensverwaltung anbietet.
Er ist Mitglied der argentinischen Vereinigung für politische Ökonomie (Asociación Argentina de Economía Política). Er war Professor für Ökonometrie an der UBA und Professor für öffentliche Finanzen an der UCEMA.
Er ist Kolumnist für verschiedene Zeitungen wie La Nación und El País aus Uruguay. Zudem ist er Buchautor (La Argentina Devorada 2017) und einer der bekanntesten Ökonomen des Landes.

## Politik
Im Dezember 2018 startete er offiziell seine Präsidentschaftskampagne für die Argentinischen Präsidentschaftswahlen 2019. Espert trat für die Frente Despertar an. Bei den Vorwahlen erreichte er 2,18 % der Stimmen und wurde damit bei der Präsidentschaftswahl zugelassen. Bei diesen erreichte er mit 1,47 % der Stimmen den sechsten Platz.
2021 wurde er mit einem Stimmenanteil von 7,5 % für die Avanza Libertad in die Cámara de Diputados de la Nación Argentina gewählt, wo er die Provinz Buenos Aires vertritt.
Die 2019 gegründete Allianz Avanza Libertad, der Espert vorsaß, wird politisch als liberal, mitte-rechts bis rechtsaußen eingeschätzt.
Im Jahr 2024 schloss er sich La Libertad Avanza von Javier Milei an.